# HD 106906 b
HD 106906 b, formellement HD 106906 (AB) b, est une planète confirmée, objet secondaire du système HD 106906, en orbite autour de la paire d'étoiles centrale, deux naines jaune-blanc de la pré-séquence principale situées à une distance d'environ 103 (± 4) parsecs du Soleil, dans la constellation australe de la Croix du Sud.

## Caractéristiques
La découverte de HD 106906 b a été annoncée le 5 décembre 2013 par un communiqué de l'université de l'Arizona (UA).
HD 106906 b fait le tour de son étoile en 13 538,6 années. Elle pèse plus de 11 fois la masse de Jupiter, soit 2,087 8 × 1028 kg. Elle se trouve à plus de 650 unités astronomiques de son étoile, soit 9,75 × 1010 km.
La planète est âgée de seulement 13 millions d'années, ce qui fait que sa température de surface est encore due à la chaleur résiduelle de sa formation.